# Reviga
Reviga è un comune della Romania di 3 119 abitanti, ubicato nel distretto di Ialomița, nella regione storica della Muntenia.
Il comune è formato dall'unione di 4 villaggi: Crunți, Mircea cel Bătrân, Reviga, Rovine.